# Liste historischer Cembalobauer

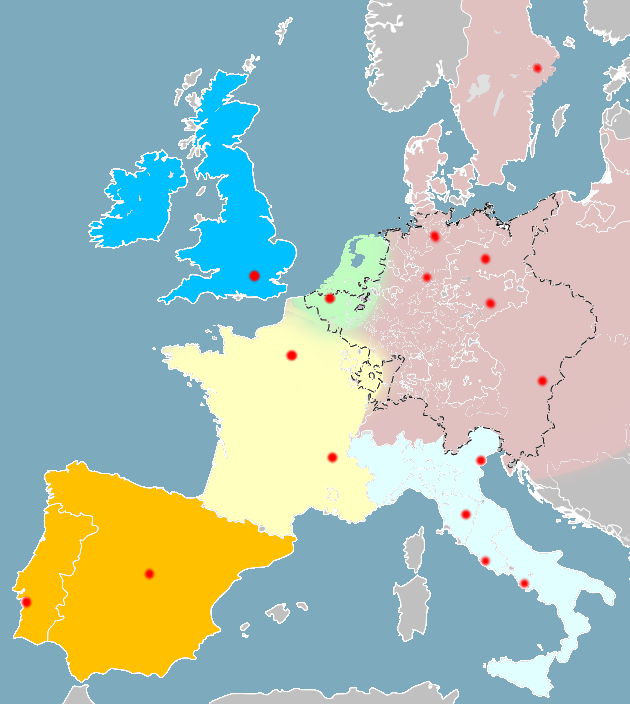
Regionale Cembalobautraditionen im 18. Jahrhundert:
Englisch
Französisch
Spanisch
Italienisch
Deutsch
Flämisch

Diese Liste stellt die räumliche und zeitliche Zuordnung von historischen Cembalobauern und Herstellern verwandter Instrumente wie Virginal, Spinett und Clavichord dar. Sie sind nach den historischen regionalen Bautraditionen sortiert.

## Überblick über die geographische Zeitlinie
Nachstehend ein Überblick über die bekanntesten Cembalobauer. Diese Liste ist nicht vollständig. Einige gehören zu Dynastien von Produzenten, andere hingegen haben nur Einzelstücke hergestellt, die erhalten sind und einige Bekanntheit erreicht haben.
Anmerkungen zur Zeitleiste
- Personen, bei denen das Geburts- oder Sterbedatum unbekannt sind, sind mit einem Asterisk (*) markiert. In diesen Fällen wurden in der Zeitleiste die ersten oder letzten Daten dargestellt, die zu dieser Person gefunden werden konnte. In vielen Fällen sind dies die Daten des ältesten oder jüngsten Instrumentes, welches dieser Person zugeordnet werden kann.
- Als gegen Ende des 18. Jahrhunderts das Klavier zunehmende Bedeutung erreichte, bauten viele Hersteller beide Instrumente, bis zu dem Zeitpunkt, als das Cembalo verdrängt wurde.
- In der ersten Zeile finden sich einige der bedeutendsten Komponisten ihrer Zeit, die für das Cembalo komponiert haben (mit Ausnahme von Schubert und Brahms).
- Im unteren Teil der Darstellung finden sich Ereignisse, die für das Cembalo wichtig waren oder den historischen Kontext darstellen.

## Italienische Cembalobauer
Ausführlichere Darstellung der italienischen Cembalobauer:
Anmerkungen zur Übersicht
- Personen, bei denen das Geburts- oder Sterbedatum unbekannt sind, sind mit einem Asterisk (*) markiert. In diesen Fällen wurden in der Zeitleiste die ersten oder letzten Daten dargestellt, die zu dieser Person gefunden werden konnte. In vielen Fällen sind dies die Daten des ältesten oder jüngsten Instrumentes, welches dieser Person zugeordnet werden kann.

## Flämische Cembalobauer
Übersicht über flämische Cembalobauer, die auch bedeutende flämische Emigranten in anderen Regionen enthält.
Anmerkungen zur Übersicht
- Personen, bei denen das Geburts- oder Sterbedatum unbekannt sind, sind mit einem Asterisk (*) markiert. In diesen Fällen wurden in der Zeitleiste die ersten oder letzten Daten dargestellt, die zu dieser Person gefunden werden konnte. In vielen Fällen sind dies die Daten des ältesten oder jüngsten Instrumentes, welches dieser Person zugeordnet werden kann.
- Wenn nur das Geburtsdatum bekannt ist, wurde die Person mit einem doppelten Asterisk markiert (**).
- Bekannte Cembalobauer, die im Flämischen geboren wurden, dann jedoch in andere Regionen auswanderten, wurden der Tradition zugeordnet, für die sie gearbeitet haben.
- Man beachte, dass Ioes Karest und Johann Daniel Dulcken, der Begründer der berühmten Dynastie, hier als „flämisch“ gelistet sind, obwohl sie eigentlich aus Deutschland stammten (siehe unten).

## Französische Cembalobauer
Übersicht über bedeutende französische Cembalobauer, einschließlich derjenigen, die in andere Gebiete ausgewandert sind.
Anmerkungen zur Übersicht
- Personen, bei denen das Geburts- oder Sterbedatum unbekannt sind, sind mit einem Asterisk (*) markiert. In diesen Fällen wurden in der Zeitleiste die ersten oder letzten Daten dargestellt, die zu dieser Person gefunden werden konnte. In vielen Fällen sind dies die Daten des ältesten oder jüngsten Instrumentes, welches dieser Person zugeordnet werden kann.

## Deutsche Cembalobauer
Übersicht über bedeutende deutsche Cembalobauer, einschließlich derjenigen, die in andere Gebiete ausgewandert sind.
Anmerkungen zur Übersicht
- Personen, bei denen das Geburts- oder Sterbedatum unbekannt sind, sind mit einem Asterisk (*) markiert. In diesen Fällen wurden in der Zeitleiste die ersten oder letzten Daten dargestellt, die zu dieser Person gefunden werden konnte. In vielen Fällen sind dies die Daten des ältesten oder jüngsten Instrumentes, welches dieser Person zugeordnet werden kann.
- Bekannte Cembalobauer aus deutschsprachigen Ländern, die in andere Länder emigrierten, werden ebenfalls hier aufgeführt, aber mit der Farbe der Tradition, für die sie gearbeitet haben, hinterlegt. Man beachte, dass zwei der bedeutendsten flämischen Bauer eigentlich Deutsche waren: Ioes Karest aus Köln[1] und Johann Daniel Dulcken, der Begründer der berühmten Dynastie des 18. Jahrhunderts.[2]
- Die Herstellung von Cembalos wurde oft als die einfachere Arbeit für Orgelbauer angesehen. Jedoch spezialisierten sich auch einige Hersteller auf diese Instrumente.[3]